# یوتو ایواساکی
یوتو ایواساکی (انگلیسی: Yuto Iwasaki؛ زادهٔ ۱۱ ژوئن ۱۹۹۸) بازیکن فوتبال اهل ژاپن است.